# Méaudre
Méaudre foi uma comuna francesa na região administrativa de Auvérnia-Ródano-Alpes, no departamento de Isère. Em 1 de janeiro de 2016, passou a formar parte da nova comuna de Autrans-Méaudre-en-Vercors.